# Villanueva de Cañedo
Villanueva de Cañedo es una localidad perteneciente al municipio de Topas, en la provincia de Salamanca, comunidad autónoma de Castilla y León, España.

## Historia
Su fundación se fecha en la Edad Media, dentro de los procesos de repoblación llevados a cabo en la zona por los reyes leoneses, denominándose en el siglo XIII Villanova de Cañedo. Con la creación de las actuales provincias en 1833, Villanueva de Cañedo, entonces aún municipio independiente, quedó encuadrado en la provincia de Salamanca, dentro de la Región Leonesa. En torno a 1850 se integró en el municipio de Topas, en el que permanece actualmente.

## Monumentos
Junto al pueblo se sitúa el Castillo de Buen Amor, del siglo XV, en estilo renacentista.

## Demografía
En 2019 Villanueva de Cañedo contaba con una población de 11 habitantes, de los cuales 10 eran varones y 1 mujer (INE 2019).
| Gráfica de evolución demográfica de Villanueva de Cañedo entre 2000 y 2019 |
|                                                                            |
|                                                                            |

## Fiestas
Romería de la Virgen de los Remedios, en su ermita.

## Transportes
Pese a que la autovía Ruta de la Plata que une Gijón con Sevilla atraviesa el municipio de Topas y pasa en paralelo a la localidad, esta no está muy bien comunicada, siendo necesario para realizar el acceso a la capital municipal atravesar una carretera regional bastante deteriorada que dificulta las comunicaciones tanto con Salamanca capital, como con el resto de la comarca. También atraviesa el municipio la carretera N-630, que tiene el mismo trazado que la autovía y que supone una alternativa a esta en el eje norte-sur.